# Ravennagras
Das Ravennagras (Saccharum ravennae) ist eine Pflanzenart aus der Familie der Süßgräser (Poaceae). Es wird neben dem afrikanischen Napiergras (Pennisetum purpureum), dem Riesen-Chinaschilf (Miscanthus × giganteus) und dem Chinaschilf (Miscanthus sinensis) als Elefantengras bezeichnet. Der deutsche bzw. englische Trivialnamen „Ravenna grass“ leitet sich von der norditalienischen Stadt Ravenna ab.

## Merkmale

### Vegetative Merkmale
Das Ravennagras wächst als ausdauernde krautige Pflanze und erreicht Wuchshöhen von 1 Meter, und bei optimalen Wachstumsbedingungen, welche vor allem in den Ursprungsländern des Ravennagrases herrschen, von bis zu 4,5 Metern. Es werden Horste gebildet. Ebenso wie das verwandte Zuckerrohr ist die Pflanze ungiftig und winterhart. Die Halme weisen einen Durchmesser von etwa 1 cm auf und besitzen deutliche Nodien.
Die Laubblätter bestehen aus einer behaarten Blattscheide mit Ligula und einer Blattspreite. Die Blattspreite weist eine Länge von 30 bis 100 cm und eine Breite 3 bis 20 mm auf. Sie ist glänzend grau-grün und besitzt eine feine weiße Linie in der Mitte. Im Spätherbst nimmt das Ravennagras ein intensives Orange an .

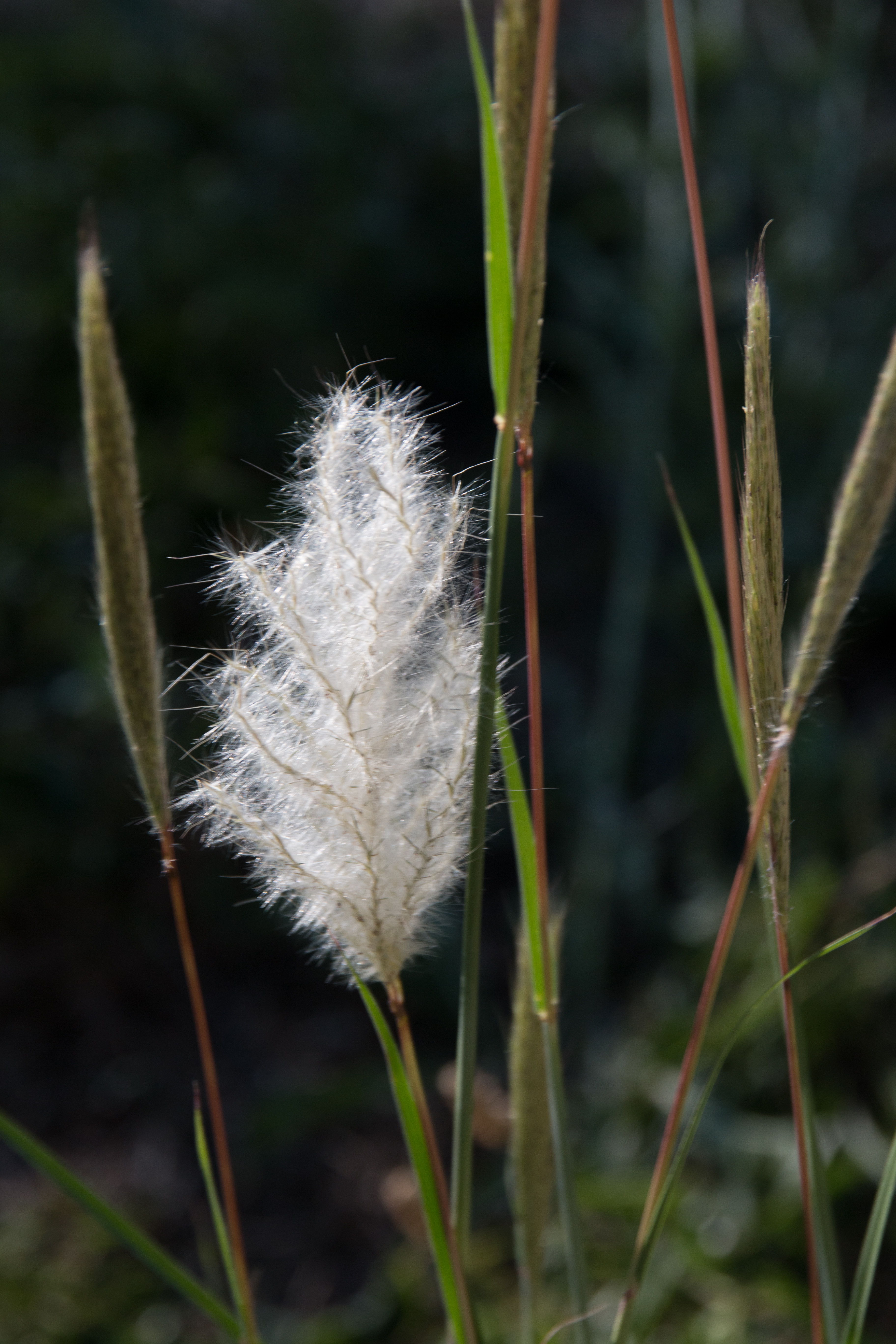
Ravennagras (Saccharum ravennae), Blütenstand

### Generative Merkmale
Das Ravennagras blüht von September bis Oktober und behält die Blütenstände über Winter bis zum nächsten Frühjahr. Voraussetzung zum Blühen ist jedoch ein langer, warmer und sonniger Sommer. Anfangs sind die Blütenstände hellrosa, jedoch verfärben sie sich nach ein paar Wochen zuerst braun und schließlich silberfarben.  Der rispige Gesamtblütenstand ist offen, elliptisch und 25 bis 70 cm lang. Im Gesamtblütenstand stehen viele Ährchen paarweise zusammen und endet in einem 1,5 bis 3 cm langen traubigen Teilblütenstand. Die elliptischen Ährchen sind 3 bis 6 (bis 6,5) mm lang; sie besitzen ihrer Basis eine sterile Blüten und viele fertile Blüten. Die fertilen Blüten enthalten drei Staubblätter mit 3 mm langen Staubbeuteln. Es werden Achänen gebildet.

### Chromosomenzahl
Die Chromosomenzahl beträgt 2n = etwa 120.

## Vorkommen
Das Ravennagras kommt vor im südwestlichen und südöstlichen Europa, im nördlichen und nordöstlichen tropischen Afrika, in gemäßigten Gebieten Zentralasiens, Kaukasus, im westlichen Asien, auf der arabischen Halbinsel, in China, im tropischen Asien (Indischer Subkontinent und Indochina) und in den südwestlichen USA.
Das Ravennagras wächst in semiariden bis ariden Gebieten an schattenfreien Plätzen. In Europa ist diese Pflanzenart daher am meisten in Italien, Frankreich, Spanien, Griechenland, Bulgarien und Albanien verbreitet. Neben den südeuropäischen Ländern ist das Ravennagras auch in nahezu allen westasiatischen Ländern wie Türkei, Irak, Afghanistan etc., aber auch in Pakistan und Indien heimisch. Auf dem afrikanischen Kontinent liegt das Verbreitungsgebiet in nordafrikanischen Ländern wie Algerien, Tunesien, Marokko, der Sahara oder auch Somalia.

## Systematik
Synonyme sind Andropogon ravennae L. (Basionym), Erianthus elephantinus Hook. f., Erianthus purpurascens Andersson, Erianthus ravennae (L.) P. Beauv., Ripidium elephantinum (Hook. f.) Grassl, Ripidium ravennae (L.) Trin., Saccharum elephantinum (Hook. f.) V. Naray ex Bor.
Saccharum ravennae wurde 1774 von Carl von Linné in Syst. veg., 13. Auflage, S. 88, aber er hatte dieselbe Art schon unter dem Namen Andropogon ravennae 1763 in Species Plantarum, 2. Auflage, 2, S. 1481 veröffentlicht.